# Антигляціалізм
Антигляціалі́зм (антигляціалістична теорія) — вчення про те, що в історії Землі не існувало періодів і епох, під час яких земна поверхня була б вкрита льодовими масами більше, ніж тепер.
Антигляціалізм протистоїть гляціалістичній теорії, тобто теорії наявності зледенінь в історії Землі на рівнинах помірних і теплих широт.
Антигляціалізм як вчення було вперше висунуте й оформлене у 1939 в працях українського палеонтолога І. Г. Підоплічка. Науковою основою антигляціалізму стали палеонтологічні дані про те, що на території України та інших місць Європейської частини СРСР представники степової і лісової фауни жили протягом антропогену (четвертинного періоду) безперервно в т. з. позальодовиковій і льодовиковій зонах. Також з'ясувалось, що поширення т. з. ератичних (льодовикових) валунів зумовлене рядом зовсім інших факторів, зокрема силою швидких і штормових течій в річках, озерах і морях, рухом донного, поверхневого і особливо прибережного льоду, гірськими льодовиками, підльодовиковими потоками, айсбергами тощо. Питання про непогодженість концепції гляціалізму з даними про закономірності розташування природних зон (як тепер, так і в минулому) розвиває в своїх працях російський радянський географ П. С. Макєєв. 